# Звезда надежды (фильм)
«Звезда надежды» — советский фильм 1978 года режиссёра Эдмонда Кеосаяна.

## Сюжет
По мотивам исторического романа Серо Ханзадяна «Мхитар Спарапет» (1961) о борьбе армян под предводительством Мхитара Спарапета с турецкими завоевателями в XVIII веке. Состоит из двух серий: «Давид-Бек» и «Мхитар Спарапет».

## В ролях
- Армен Джигарханян — Мхитар Спарапет
- Эдишер Магалашвили — Давид-Бек (озвучивает Феликс Яворский)
- Лаура Геворкян — Сатеник
- Сос Саркисян — Мовсес
- Хорен Абрамян — Тер-Аветис
- Котэ Даушвили — Бархудар (озвучивает Николай Граббе)
- Оваким (Аким) Галоян — Абдулла-паша (озвучивает Михаил Погоржельский)
- Павел Махотин — русский полковник (озвучивает Сергей Курилов)
- Алла Туманян — Гоар
- Людмила Оганесян — Зарманд
- Гуж Манукян — Мигран
- Эдгар Элбакян — Пхиндз Артин
- Гегам Арутюнян — Муси
- Николай Граббе — русский посол
- Минасян Ваагн Георгиевич — «эпизод»

## Награды
- В 1979 году Эдишер Магалашвили за роль Давид-Бека был удостоен звания народного артиста Армянской ССР.